# 北海道ラグビーフットボール協会
北海道ラグビーフットボール協会（ほっかいどうラグビーフットボールきょうかい）は、札幌地区ラグビーフットボール協会・旭川地区ラグビーフットボール協会・函館地区ラグビーフットボール協会・十勝地区ラグビーフットボール協会・胆振地区ラグビーフットボール協会・根釧地区ラグビーフットボール協会・小樽地区ラグビーフットボール協会・空知地区ラグビーフットボール協会・富良野地区ラグビーフットボール協会・北見地区ラグビーフットボール協会により構成された北海道地区学生ラグビーフットボール連盟を傘下に持つ競技運営団体である。